# 磨憨站
磨憨站位于中国云南省西双版纳傣族自治州勐腊县磨憨镇，是玉磨铁路中国境内的最后一个车站，也是该线路上最大规模的车站，已于2021年12月3日开通运营。2023年4月14日中老国际列车开通，本站为其旅客办理出入境手续。

## 车站结构
磨憨站房设于线路右侧，最高聚集人数500人，规模15971平方米。国际出境大厅最高可容纳600名出境旅客，设有4条出境通道、12条入境通道。2024年7月15日起磨憨铁路口岸纳入云南省“144小时过境免签”政策实施范围，同年12月17日起免签时长延长至240小时。

### 站场
磨憨站设客车到发场、国际货车到发场、国内货车到发场和调车场，调车场外侧横列布置国际货物列车监管区及货运中心，站房对侧万象端设机务折返段一处。其中客场设旅客列车到发线3条，预留2条，旅客站台2座（预留1座）；国际货车到发场近期设到发线3条，预留3条；国内货车到发场近期设到发线3条，预留3条；调车场设调车线3条，预留2条；国际货物列车监管区占地约239.86亩，内设建筑面积15971平方米的站房一座、贯通式货物作业线3条、货物站台1座。海关生产生活设施13519平方米，边检生产生活设施6958平方米（其中地方配套建设边检生产生活设施5085平方米）。